# Parti social-démocrate lituanien
Pour les articles homonymes, voir Parti social-démocrate.
Le Parti social-démocrate lituanien (Lietuvos socialdemokratų partija, LSDP en lituanien) est un parti politique lituanien de centre gauche, fondé en 1896 à Vilnius. 

## Histoire récente
En 2001, il fusionne avec le Parti démocratique du travail lituanien (LDDP), successeur du Parti communiste de Lituanie et dont le président, Algirdas Brazauskas, est alors désigné président du LSDP. Contraint de démissionner de la direction du gouvernement en 2006, il cède l'année suivante la présidence du parti au Premier ministre Gediminas Kirkilas. Celui-ci ayant renoncé à son mandat à la suite de sa défaite aux élections législatives d'octobre 2008, il est remplacé en mars 2009 par Algirdas Butkevičius.
Lors des élections législatives de 2008, le parti obtient 25 sièges et forme le principal parti d'opposition au gouvernement de centre droit d'Andrius Kubilius.
Aux élections européennes de 2009, les sociaux-démocrates recueillent 18,1 % des suffrages exprimés, soit leur meilleur résultat en solitaire depuis l'indépendance de 1990.
Aux élections législatives d'octobre 2012, le parti obtient 38 sièges et forme le mois suivant un gouvernement de coalition avec le Parti du travail (DP), Ordre et justice (TT) et l'Action électorale polonaise de Lituanie. Algirdas Butkevičius devient Premier ministre le 26 novembre. 
Le LSDP est également membre de la coalition au pouvoir de 2016 à 2020, avec le gouvernement Skvernelis, avant de revenir dans l'opposition à l'issue des élections de 2020.
Lors des élections législatives de 2024, le parti arrive en tête et forme une coalition gouvernementale de centre gauche avec Aube du Niémen et l'Union des démocrates « Pour la Lituanie ». Le gouvernement Paluckas entre en fonction le 12 décembre 2024 mais le Premier ministre Gintautas Paluckas démissionne le 31 juillet 2025 face à de multiples soupçons de corruption. 

## Dirigeants
- Kazimieras Antanavičius (1989-1991)
- Aloyzas Sakalas (1991-1998)
- Vytenis Andriukaitis (1998-2001)
- Algirdas Brazauskas (2001-2007)
- Gediminas Kirkilas (2007-2009)
- Algirdas Butkevičius (2009-2017)
- Gintautas Paluckas (2017-2021)
- Vilija Blinkevičiūtė (2021-mai 2025)
- Gintautas Paluckas (mai-juillet 2025)
- Mindaugas Sinkevičius intérim (depuis juillet 2025)

## Résultats électoraux

### Élections parlementaires
| Année   | Députés  | Votes   | %     | Rang | Gouvernement                                     |
| ------- | -------- | ------- | ----- | ---- | ------------------------------------------------ |
| 1920    | 13 / 112 | 84 051  | 12,8  | 3e   |                                                  |
| 1922    | 11 / 78  | 84 643  | 10,4  | 5e   |                                                  |
| 1923    | 8 / 78   | 101 778 | 11,3  | 5e   |                                                  |
| 1926    | 15 / 85  | 173 250 | 17,0  | 2e   |                                                  |
| 1990    | 9 / 135  |         |       | 3e   | Opposition                                       |
| 1992    | 8 / 141  | 112 410 | 6,0   | 4e   | Opposition                                       |
| 1996    | 12 / 141 | 90 756  | 7,0   | 5e   | Opposition                                       |
| 2000    | 20 / 141 | 246 852 | 20,7  | 2e   | Opposition (2000-2001), Brazauskas I (2001-2004) |
| 2004[a] | 20 / 141 | 246 852 | 20,7  | 2e   | Brazauskas II (2004-2006), Kirkilas (2006-2008)  |
| 2008    | 25 / 141 | 144 890 | 11,7  | 4e   | Opposition                                       |
| 2012    | 38 / 141 | 235 184 | 18,6  | 2e   | Butkevičius                                      |
| 2016    | 17 / 141 | 183 597 | 14,42 | 3e   | Skvernelis                                       |
| 2020    | 13 / 141 | 108 236 | 9,26  | 4e   | Opposition                                       |
| 2024    | 52 / 141 | 240 253 | 19,74 | 1er  | Paluckas                                         |

^  Au sein de la coalition « Travailler pour la Lituanie » avec la Nouvelle Union, qui a remporté 11 sièges.